# Astronesthes formosana
Astronesthes formosana is een  straalvinnige vissensoort uit de familie van Stomiidae. De wetenschappelijke naam van de soort is voor het eerst geldig gepubliceerd in 2006 door Liao, Chen & Shao.